# Bruno Hofer
Bruno Hofer (* 15. Dezember 1861 in Rhein / Ostpreußen; † 7. Juli 1916 in München) war ein bedeutender deutscher Ichthyologe.
Er hat unter anderem erstmals den Ammersee-Kilch (Coregonus bavaricus) wissenschaftlich beschrieben, eine Renkenart, die weltweit nur im Ammersee vorkommt. Belegmaterial von Hofers ichthyologischer Arbeit ist teilweise noch in der Zoologischen Staatssammlung München vorhanden. Schwerpunktmäßig beschäftigte sich Hofers wissenschaftliche Arbeit jedoch mit der Fischereibiologie. Er ist der Begründer des Instituts für Zoologie, Fischereibiologie und Fischkrankheiten der ehemaligen Königlichen Tierärztlichen Hochschule München in der Kaulbachstraße 37, die 1914 als Tierärztliche Fakultät in die Ludwig-Maximilians-Universität München mitsamt dem Institut eingegliedert wurde. Außerdem hat er das ehemalige Hofer-Institut in Wielenbach initiiert. Er entdeckte und beschrieb 1903 den Erreger der Drehkrankheit bei Fischen, Myxobolus cerebralis. Hofer verfasste Standardwerke zu Fischkrankheiten und wirkte bei der bayerischen Fischereigesetzgebung mit. Er gilt auch als ein früher Vorkämpfer für den Umweltschutz.

## Lebenslauf
Bruno Hofer studierte Naturwissenschaften in Königsberg. Er wurde in München habilitiert. Seine ersten limnologischen Untersuchungen führte er an ostpreußischen Seen durch. Später wurde er Assistent am zoologischen Institut in München und Privatdozent der philosophischen Fakultät der Universität München.
Im Jahr 1894 wurde er Custos der vergleichend-anatomischen Sammlung des Staates Bayern, ab 1896 Dozent für Fischkunde an der tierärztlichen Hochschule München. Von 1898 an war er außerordentlicher Professor für Zoologie und Fischkunde; 1908 erfolgte seine Ernennung zum ordentlichen Professor.
Hofer beteiligte sich an der ersten systematischen naturwissenschaftlichen Erforschung des Bodensees, zu der er einen Beitrag in den Bodensee-Forschungen beisteuerte. Graf Eberhard von Zeppelin und der Verein für Geschichte des Bodensees und seiner Umgebung hatten dieses Unternehmen angeregt; es wurde von 1886 an von den fünf Uferstaaten parallel zur ersten exakten Vermessung des Sees durchgeführt.

## Dedikationsnamen
Der Ichthyologe Lew Semjonowitsch Berg benannte die Chiemsee-Renke (Coregonus hoferi) zu Ehren von Bruno Hofer.

## Werke (Auswahl)
- Untersuchungen über den Bau der Speicheldrüsen und des dazu gehörenden Nervenapparats von Blatta, Blochmann: Dresden/Halle, 1887, zugl. Diss. Albertus-Universität Königsberg, Philosophische Fakultät, 10. Mai 1887.
- 1896: Die Verbreitung der Tierwelt im Bodensee nebst vergleichenden Untersuchungen in einigen anderen Süßwasserbecken (= Bodensee-Forschungen, 10. Abschnitt). Lindau i. B.: Stettner, 64 S. (Digitalisat)
- 1904: Handbuch der Fischkrankheiten. München: Verl. Allg. Fischerei-Zeitung, XV, 359 S., 18 Bl., zahlr. Ill.
- 1908: Die Süsswasserfische von Mittel-Europa, hrsg. von Carl Vogt; Bruno Hofer; Wilhelm Grote. Leipzig: Engelmann

## Ehrungen
- Datum unbekannt: Benennung der Hoferstraße in Wielenbach.